# Estrella de Belén, Salto de Agua
Estrella de Belén är en ort i Mexiko.   Den ligger i kommunen Salto de Agua och delstaten Chiapas, i den sydöstra delen av landet, 800 km öster om huvudstaden Mexico City. Estrella de Belén ligger 283 meter över havet och antalet invånare är 1 151.
Terrängen runt Estrella de Belén är huvudsakligen kuperad, men den allra närmaste omgivningen är platt. Runt Estrella de Belén är det ganska glesbefolkat, med 35 invånare per kvadratkilometer. Närmaste större samhälle är Palenque, 13,8 km norr om Estrella de Belén. Trakten runt Estrella de Belén består till största delen av jordbruksmark.